# Museu de la Ràdio «Protagonistas Luis del Olmo»
El Museu de la Ràdio Luis del Olmo és una exhibició ubicada dins el Centre cívic de la Roca Foradada de Roda de Berà. Va ser inaugurat el juny de 2012 però aviat va romandre massa petit, degut al seu èxit i a la constant ampliació del catàleg d’aparells. El 2017 es va decidir una ampliació.
El juliol de 2019 es va estrenar una nova sala d'exposicions d'uns 130 metres quadrats. La col·lecció inicial d'uns 150 peces ha crescut fins a més de 540 aparells radiofònics de totes formes i dimensions, amb una cronologia que va des de 1820 fins a l'actualitat. Totes les ràdios pertanyen a la col·lecció privada de Luis del Olmo. Després de jubilar-se, del Olmo es va dedicar a col·leccionar ràdios antigues que restaura amb peces originals. A més de les ràdios conté una col·lecció dels premis, reconeixements, plaques commemoratives, pòsters, fotografies o portades de premsa que del Olmo va aconseguir.
És el primer museu dedicat a la ràdio a Catalunya. N'hi un segon a Ponferrada a Castella i Lleó i ambdós són promoguts per del Olmo.